# ملكة جمال أمريكا 2000
مسابقة ملكة جمال أمريكا 2000 هي مسابقة ملكة جمال أمريكا الثالثة والسبعين في تاريخ مسابقة، تم عقد مسابقة ملكة جمال أمريكا 2000 ، في قاعة أتلانتيك سيتي للمؤتمرات، نيو جيرسي يوم السبت، 18 سبتمبر 1999 على شبكة أيه بي سي، في نهاية الحدث توجت هيذر فرينش من كنتاكي من قبل حامل اللقب السابقة نيكول جونسون من ولاية فرجينيا، ملكة جمال أمريكا 2000 ،
أصبحت هيذر أول ملكة جمال كنتاكي تفوز باللقب. تزوجت لاحقًا من حاكم الولاية ستيف هنري أدى الزفاف إلى جدال حول موارد الدولة التي يتم إنفاقها ستيف هنري كجزء من حفل الزفاف والتخطيط.
وافقت مسابقة ملكة جمال أمريكا على السماح للنساء اللائي تعرضن للإجهاض أو الزيجات الفاشلة بالتنافس، مما أثار ضجة دفعت المسؤولين في المسابقة إلى التراجع.

## النتائج

### المراكز النهائية
| النتائج النهائية      | اسم المتنافسة |
| --------------------- | --- |
| ملكة جمال أمريكا 2000 | - كنتاكي - هيذر فرينش |
| الوصيفة الأولى        | - إلينوي - جيد سيمونز |
| الوصيفة الثانية       | - بنسلفانيا - سوزان سبافورد |
| الوصيفة الثالثة       | - ماريلاند - كيري شريدر |
| الوصيفة الرابعة       | - تكساس - يانسي ياربو |
| أفضل 10               | - ألاباما - جولي سميث ‏ - أركنساس - براندي رودس - كونيتيكت - سيلفيا غوميز - نيو جيرسي - فيكتوريا أندروز بايج - ويسكونسن - ماري لويز كوري |